# Netelia formosana
Netelia formosana är en stekelart som först beskrevs av Matsumura 1912.  Netelia formosana ingår i släktet Netelia och familjen brokparasitsteklar. Inga underarter finns listade i Catalogue of Life.